# Rocksmith
Rocksmith  est un jeu de rythme produit par Ubisoft sorti en octobre 2011 aux États-Unis et en septembre 2012 en Europe.
Le joueur dirige un guitariste et doit parvenir à jouer des chansons de rock avec le moins de fausses notes possible en utilisant une vraie guitare comme accessoire de jeu unique.
Il s'agit du premier jeu de la série Rocksmith.

## Liste de morceaux
| Chanson                       | Artiste                         | Date de sortie |
| ----------------------------- | ------------------------------- | -------------- |
| House of the Rising Sun       | The Animals                     | 1964           |
| When I'm with You             | Best Coast                      | 2010           |
| I Got Mine                    | The Black Keys                  | 2008           |
| Next Girl                     | The Black Keys                  | 2010           |
| Song 2                        | Blur                            | 1997           |
| Step Out of the Car           | The Boxer Rebellion             | 2011           |
| Sunshine of Your Love         | Cream                           | 1967           |
| We Share the Same Skies       | The Cribs                       | 2009           |
| Boys Don't Cry                | The Cure                        | 1979           |
| I Want Some More              | Dan Auerbach                    | 2009           |
| Rebel Rebel                   | David Bowie                     | 1974           |
| I Can't Hear You              | The Dead Weather                | 2010           |
| Run Back to Your Side         | Eric Clapton                    | 2010           |
| Take Me Out                   | Franz Ferdinand                 | 2004           |
| Do You Remember               | The Horrors                     | 2009           |
| I Miss You                    | Incubus                         | 1999           |
| Slow Hands                    | Interpol                        | 2004           |
| Angela                        | Jarvis Cocker                   | 2009           |
| Well OK Honey                 | Jenny O                         | 2010           |
| Use Somebody                  | Kings of Leon                   | 2008           |
| Are You Gonna Go My Way       | Lenny Kravitz                   | 1993           |
| Surf Hell                     | Little Barrie                   | 2011           |
| Sweet Home Alabama            | Lynyrd Skynyrd                  | 1974           |
| Unnatural Selection           | Muse                            | 2009           |
| Plug In Baby                  | Muse                            | 2001           |
| In Bloom                      | Nirvana                         | 1991           |
| Breed                         | Nirvana                         | 1991           |
| Where Is My Mind?             | Pixies                          | 1988           |
| Go With the Flow              | Queens of the Stone Age         | 2002           |
| High and Dry                  | Radiohead                       | 1995           |
| California Brain              | RapScallions                    | 2011           |
| Number Thirteen               | Red Fang                        | 2011           |
| Higher Ground                 | Red Hot Chili Peppers           | 1989           |
| (I Can't Get No) Satisfaction | The Rolling Stones              | 1965           |
| The Spider and the Fly        | The Rolling Stones              | 1965           |
| Play with Fire                | The Rolling Stones              | 1965           |
| Gobbledigook                  | Sigur Rós                       | 2008           |
| Panic Switch                  | Silversun Pickups               | 2009           |
| Outshined                     | Soundgarden                     | 1991           |
| Me and the Bean               | Spoon                           | 2001           |
| Between the Lines             | Stone Temple Pilots             | 2010           |
| Vasoline                      | Stone Temple Pilots             | 1994           |
| Under Cover of Darkness       | The Strokes                     | 2011           |
| Mean Bitch                    | Taddy Porter                    | 2010           |
| A More Perfect Union          | Titus Andronicus                | 2010           |
| Good Enough                   | Tom Petty and the Heartbreakers | 2010           |
| Slither                       | Velvet Revolver                 | 2004           |
| Burnished                     | White Denim                     | 2011           |
| Icky Thump                    | The White Stripes               | 2007           |
| Islands                       | The xx                          | 2009           |
| Chimney                       | The Yellow Moon Band            | 2009           |

Chansons bonus :
| Chanson                  | Artiste           | Date de sortie |
| ------------------------ | ----------------- | -------------- |
| Ricochet                 | Brian Adam McCune | 2011           |
| Boss                     | Chris Lee         | 2011           |
| Space Ostrich            | Disonaur          | 2011           |
| Jules                    | Seth Chapla       | 2011           |
| The Star Spangled Banner | Seth Chapla       | 2011           |
| Six AM Salvation         | Versus Them       | 2011           |